# Яд (альбом Kizaru)
«Яд» — второй студийный альбом российского и испанского хип-хоп-исполнителя kizaru, выпущенный 3 ноября 2017 года на лейбле HAUNTED FAMILY. Единственный гость на альбоме BLAGOiBLAGO на треках «Тяжёлый металл», «Жизнь летит» и «Транс». Продюсерами альбома выступили D.A. Tha Digital Plug, Izak, Reality Beats, TokyoSZN и Trvbl Muzik.

## Клипы
4 ноября 2017 года вышел видеоклип на песню «Если бы я был тобой».
9 июля 2018 года вышел видеоклип на песню «Что ты знаешь обо мне».

## Список треков
| №                   | Название                               | Длительность |
| ------------------- | -------------------------------------- | ------------ |
| 1.                  | «На работе»                            | 3:21         |
| 2.                  | «Тяжёлый металл» (при уч. BLAGOiBLAGO) | 4:53         |
| 3.                  | «Делаю всё что хочу»                   | 3:37         |
| 4.                  | «Суприм бокс лого»                     | 1:45         |
| 5.                  | «Жизнь летит» (при уч. BLAGOiBLAGO)    | 3:44         |
| 6.                  | «Навсегда»                             | 4:18         |
| 7.                  | «Что ты знаешь обо мне»                | 3:21         |
| 8.                  | «Если бы я был тобой»                  | 3:06         |
| 9.                  | «Яд»                                   | 3:31         |
| 10.                 | «Делаю себя»                           | 4:05         |
| 11.                 | «Бесконечность»                        | 2:44         |
| 12.                 | «Быть со мной»                         | 4:15         |
| 13.                 | «Крип уок»                             | 3:33         |
| 14.                 | «Ок»                                   | 2:49         |
| 15.                 | «Транс» (при уч. BLAGOiBLAGO)          | 3:49         |
| 16.                 | «Приговор»                             | 3:59         |
| 17.                 | «На моём аккаунте»                     | 1:45         |
| 18.                 | «Никаких причин»                       | 1:56         |
| Общая длительность: | Общая длительность:                    | 60:31        |

## Чарты
| Чарты (2017) | Высшая позиция |
| ------------ | -------------- |
| Apple Music  | 1              |
| iTunesStore  | 1              |
| Google Play  | 1              |

| Чарты (2017) | Песня               | Высшая позиция |
| ------------ | ------------------- | -------------- |
| Google Play  | На моем аккаунте    | 7              |
| Google Play  | Если бы я был тобой | 10             |